# Gascromatografia

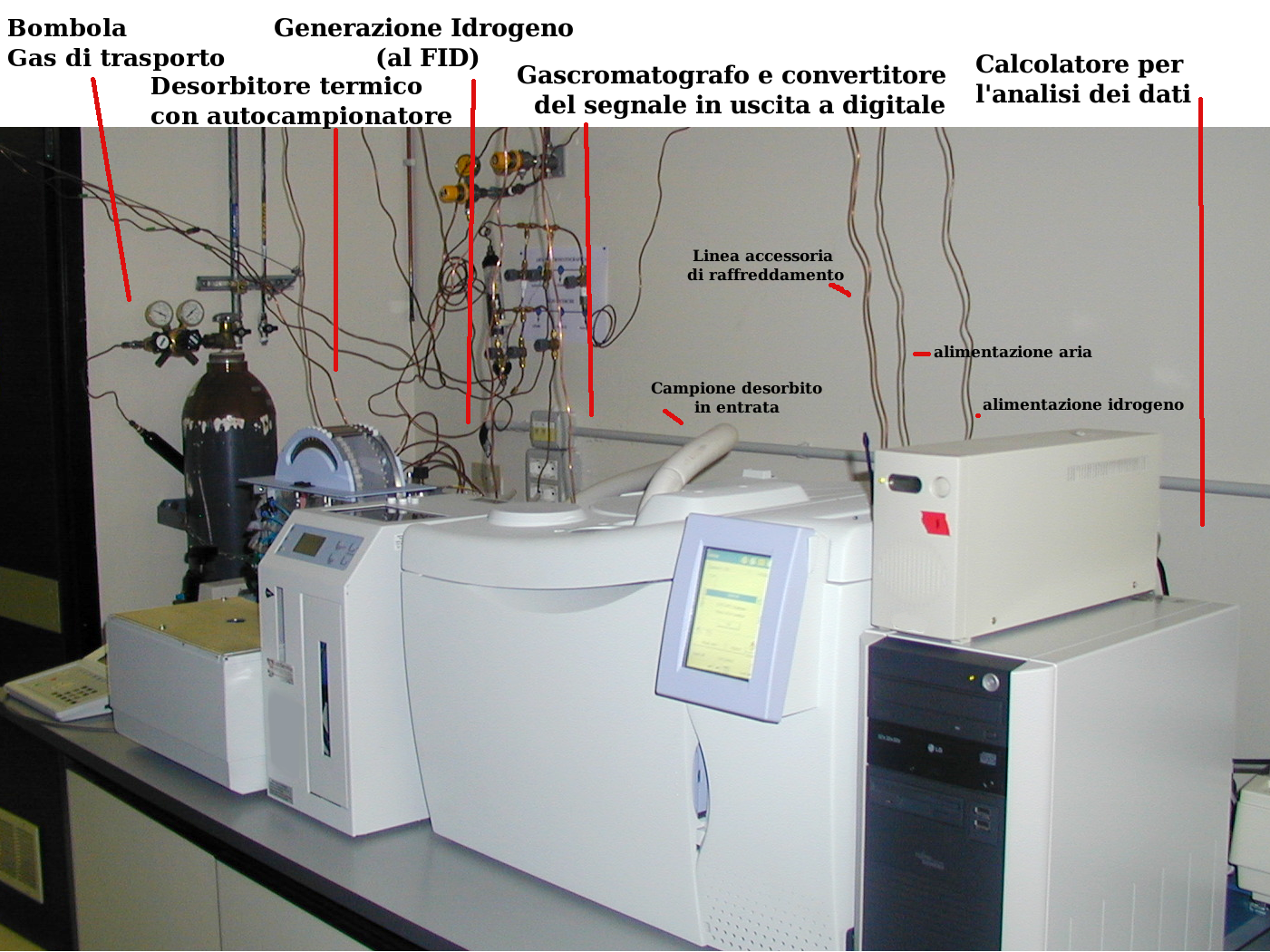
Gascromatografo con affiancata unità di desorbimento termico per l'introduzione del campione, e generatore di idrogeno per l'alimentazione del rilevatore(FID).

La gascromatografia, nota anche come GC, è una tecnica cromatografica impiegata a scopo analitico, tecnica concepita per la prima volta da Archer John Porter Martin e Richard Laurence Millington Synge nel 1941, in funzione della diversa affinità di ogni sostanza della miscela con le fasi.
Strumentalmente, nella forma più elementare, è basata su un piccolo forno accuratamente termostatabile, in cui viene alloggiata la colonna cromatografica. Essa è sommariamente formata da un avvolgimento costituito da un sottile tubo capillare in vetro, lungo alcuni metri, sulle cui pareti interne è stato deposto un sottile strato della fase fissa (una sostanza sufficientemente stabile per cui la miscela da analizzare mostri un certo grado di affinità). Il campione viene introdotto con un flusso di gas inerte (He, H2, N2) ad una sua estremità, (dell'iniettore), e dopo un certo tempo i componenti separati fuoriescono col flusso di gas dall'estremità opposta (del sensore), ove è posto un opportuno rivelatore in grado di segnalarli.
Oggi con il termine gascromatografia si intende in realtà la precedentemente descritta gascromatografia ad alta risoluzione o HRGC (high resolution gas chromatography), cioè la gascromatografia con colonna capillare, tecnica introdotta agli inizi degli anni ottanta e che è praticamente oggi l'unica utilizzata. Precedentemente era in uso la gascromatografia con colonna impaccata (PGC, packed column gas chromatography), basata su colonnine di diametro maggiore, più corte, e con differenti caratteristiche, dalla cui geometria è stato coniato appunto il termine "colonna", attualmente utilizzato anche per i sottilissimi capillari oggi in uso.

## Principio
Come tutte le cromatografie, si basa sulla diversa ripartizione di diverse sostanze tra una fase stazionaria ed una fase mobile, in funzione dell'affinità di ogni sostanza con la fase stazionaria.
Con questa tecnica è possibile analizzare campioni gassosi, liquidi o solidi. La GC ha conosciuto il suo grande boom negli anni sessanta e tuttora conserva una posizione di primo piano fra le tecniche di separazione di miscele complesse.
L'unica grande limitazione della cromatografia in fase gassosa è rappresentata dal fatto che il campione deve essere volatile in un intervallo di temperatura compreso tra l'ambiente e i 350 °C circa, la temperatura comunemente raggiunta dai forni degli strumenti in commercio e compatibile con le colonne cromatografiche usate. Esiste tuttavia una lunga serie di applicazioni (a cominciare dall'analisi dei composti di per sé volatili e dei gas) che rendono molto utile la presenza del gascromatografo in ogni laboratorio di analisi.
I meccanismi basilari di separazione che si sfruttano in gascromatografia sono adsorbimento e ripartizione (tra le fasi):
- adsorbimento: la fase stazionaria è un solido sulla cui superficie si trovano dei siti attivi in grado di stabilire una serie di legami secondari (dipolo-dipolo, ponte idrogeno, Van der Waals, dipolo-dipolo indotto, ecc.) con le diverse molecole della miscela da risolvere, si parla perciò di cromatografia gas-solido (GSC, gas-solid chromatography).
- ripartizione: se la fase stazionaria è liquida si verifica una vera e propria solubilizzazione delle sostanze nella fase stazionaria che si ripartiscono tra le due fasi immiscibili. Si parla di cromatografia gas-liquido (GLC, gas-liquid chromatography).

La fase stazionaria è generalmente costituita da un liquido non volatile supportato su una polvere che riempie uniformemente una colonna ("colonna impaccata") oppure distribuito come film sottile spesso qualche micrometro sulla parete interna di una colonna di lunghezza normalmente superiore ai 10 metri e di diametro inferiore al millimetro ("colonna capillare"). Tale liquido può variare a seconda dell'applicazione, ossia del tipo di composti che si intendono analizzare.
La fase mobile è un gas, detto anche gas di trasporto, gas vettore o gas carrier. Generalmente, vengono scelti gas chimicamente inerti, a bassa viscosità ed ottenibili ad elevata purezza (99,9%) quali l'azoto, l'elio o l'argon; per alcune applicazioni vengono anche utilizzati l'idrogeno o l'anidride carbonica. La derivatizzazione permette di aumentare la volatilità di certi analiti in modo da poterli sottoporre ad analisi gas-cromatografica in modo opportuno. La presenza dell'acqua va limitata in quanto può contribuire al deterioramento della fase stazionaria o potrebbe danneggiare il rivelatore, naturalmente tutto dipende dal tipo di analisi, dalla colonna e dal solvente usato.

## Strumentazione
Il campione, posto in testa alla colonna e sottoposto al flusso costante del gas di trasporto (gas carrier), viene separato nelle sue componenti in funzione di quanto queste siano affini (di solito per polarità) alla fase stazionaria; un'ulteriore variabile su cui si agisce spesso per migliorare la separazione è la temperatura della colonna, che può essere tenuta costante ("isoterma") o fatta variare secondo un gradiente desiderato (programmata di temperatura).
Quando il campione esce dall'estremità finale della colonna (si dice che è stato eluito) viene raccolto da un rivelatore. Il diagramma che rappresenta il segnale generato dal rivelatore in funzione del tempo - fissato a zero l'istante in cui il campione è stato immesso nella colonna - è il cromatogramma del campione. Il cromatogramma si presenta come una sequenza di picchi di varia ampiezza ed altezza distribuiti lungo l'asse del tempo.
Dal tempo di ritenzione di ogni picco è possibile dedurre l'identità del composto eluito; dall'area o dall'altezza dei picchi è possibile dedurre le concentrazioni o le quantità assolute dei vari composti presenti nel campione analizzato, a seconda del rivelatore impiegato.

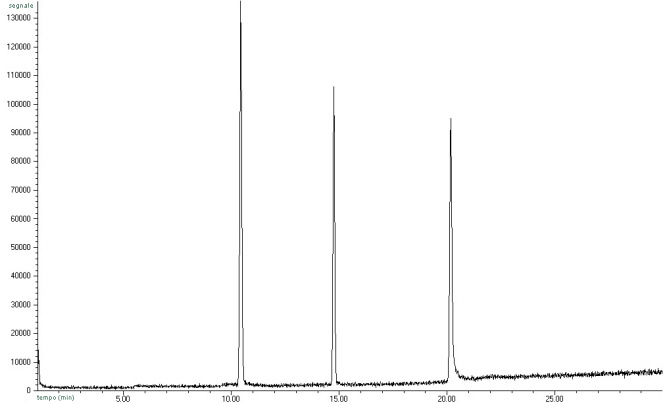
Esempio di cromatogramma di una miscela di tre sostanze

### Introduzione del campione
Il campione viene generalmente introdotto in colonna in ragione di pochi microgrammi (10−6 g), spesso previamente sciolto in un opportuno solvente, tramite una siringa e quindi con un volume da 10 a 0.5 microlitri.
Nella tecnica detta analisi dello spazio di testa si introducono invece in colonna non il campione, bensì i vapori da esso sviluppati in una fiala chiusa esposta ad una temperatura definita per un tempo prefissato.
Nella tecnica analitica detta desorbimento termico il campione, o una fiala contenente materiale su cui è stato assorbito il campione, vengono velocemente riscaldati, ed i vapori vengono in tutto o in parte inviati in testa alla colonna, senza intervento di solvente.
Il campione può essere introdotto direttamente in testa alla colonna (introduzione on-column) o "depositato" in un iniettore, dove viene vaporizzato ed eventualmente ripartito in modo che solo una parte di esso vada nella colonna analitica mentre la restante parte viene eliminata dalla linea dello split (iniezione split o splitless).
L'autocampionatore è lo strumento per introdurre il campione in modo automatico all'interno del gascromatografo. Benché l'inserimento manuale del campione sia sempre possibile, spesso viene preferito quello automatico. L'inserimento automatico fornisce migliore riproducibilità e ottimizzazione dei tempi di lavoro rispetto all'operatore umano.
Esistono diversi tipi di autocampionatori che possono essere catalogati in relazione a diversi parametri quali: il numero di campioni gestiti (che distingue gli auto-injectors dagli autosamplers, dove con auto-injectors si intende strumenti che hanno un'autonomia di pochi campioni), la tecnologia robotica (robot cartesiani o robot cilindrici – i più comuni), o il tipo di tecnica analitica:
- Liquidi
- Spazio di testa (mediante trasferimento a siringa)
- Spazio di testa (mediante trasferimento a linea di trasferimento)
- SPME

Tradizionalmente le aziende specializzate nella produzione di autocampionatori sono distinte da quelle che producono gascromatografi e ancora tutt'oggi pochi produttori di GC producono una gamma completa di autocampionatori. Nella storia degli autocampionatori per gas-cromatografia gli stati maggiormente attivi nello sviluppo della tecnologia sono stati: Stati Uniti, Italia e Svizzera.

### Iniettori
L'iniettore, assente in caso di analisi on column, insieme alla colonna e al rilevatore completa la struttura del gascromatografo. Composto essenzialmente da una scatola chiusa e termicamente stabilizzata, al suo interno trova alloggio un inserto in vetro (che non è presente nelle colonne impaccate in quanto sostituito dalla colonna stessa) e un blocco riscaldante.
Per la buona riuscita dell'analisi è necessario che il campione sia il più omogeneo possibile e che il suo stato sia gassoso; l'iniettore serve a garantire queste condizioni.
Nel caso sopracitato dell'analisi on column a motivo della degradabilità termica dei componenti si deposita il campione liquido dentro la colonna con parte del solvente non evaporato, ma vicino all'ebollizione, questa tecnica oltre ad evitare il cracking termico e quindi la degradazione delle sostanze, ne migliora anche la separazione dalla miscela.
Esistono due tipi di iniezione, split e splitless. Lo split si usa quando il campione a causa della sua alta concentrazione potrebbe saturare la risposta del rilevatore ed uscendo fuori scala falsare il risultato dell'analisi; lo split diluisce il campione nel gas di trasporto, ne libera una parte (regolabile) all'esterno mediante uno sfiatatoio e dopo un certo periodo di tempo (misurato per via empirica) lo immette in colonna. Questo tipo di analisi viene solitamente effettuata in caso di essenze (bergamotto, limone, arancia, timo, origano).
L'iniezione splitless invece invia direttamente in colonna tutto il campione - di fatto è equivalente ad una iniezione on-column - in tal caso il solvente dovrebbe essere sempre il primo ad arrivare e creare un picco visibile ed inconfondibile (questo tipo di analisi viene usata ad esempio per l'identificazione degli acidi grassi volatili identificativi della maturazione o della putrefazione, o per le droghe).
Negli iniettori PTV (a temperatura programmabile) la quantità di liquido può venire modulata secondo un tasso prefissato. La temperatura iniziale del liner è scelta leggermente al di sotto della temperatura di ebollizione del solvente. Questo permette di disperdere una buona parte di esso (in eccesso) usando la modalità split senza però causare la degradazione termica dei soluti. Successivamente la temperatura può venir opportunamente alzata. Di solito si stabilisce per l'iniettore una temperatura superiore al più altobollente dei componenti della miscela.

### Colonne
Le colonne si dividono in due classi distinte: impaccate e capillari.

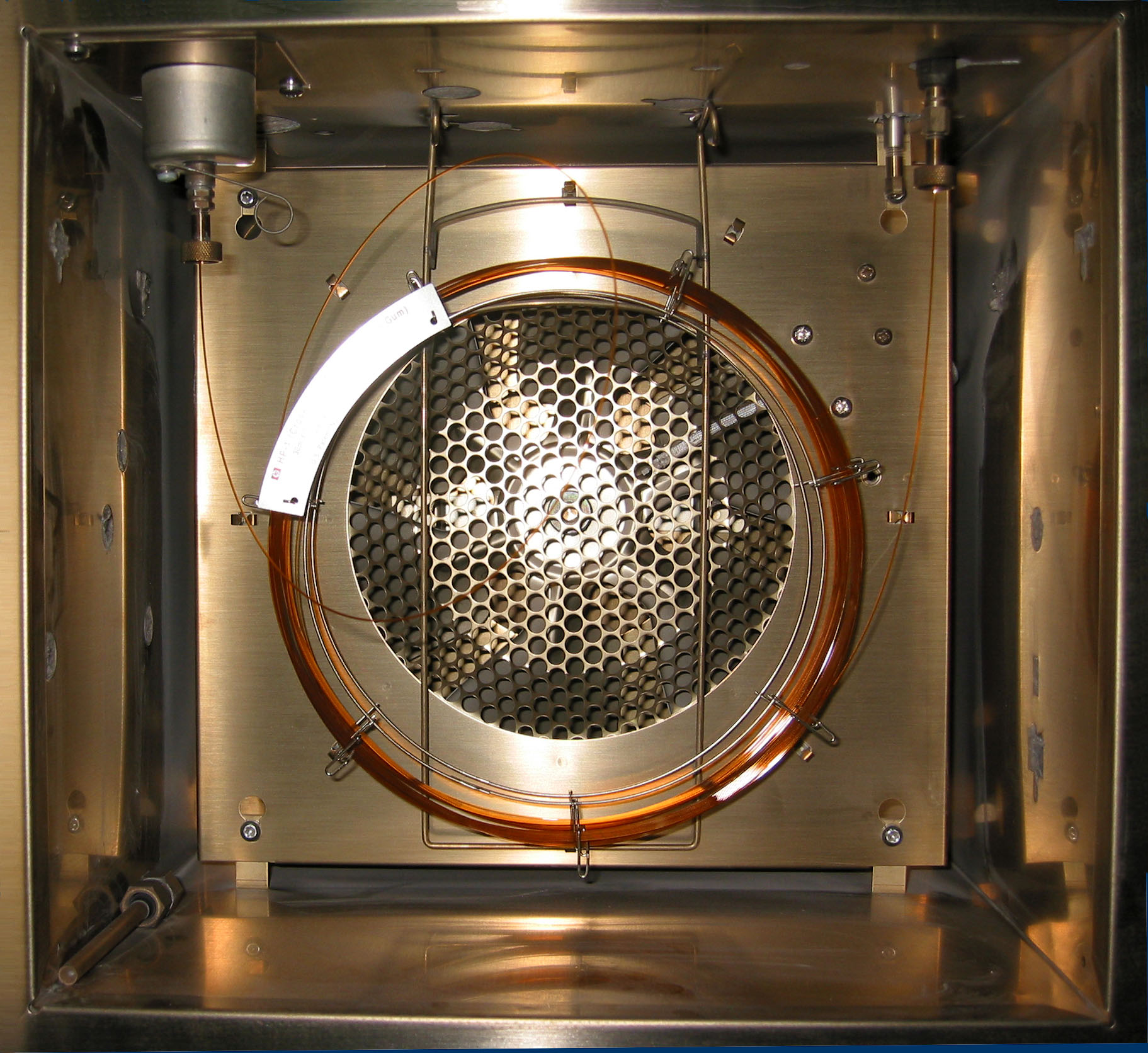
Interno di un gascromatografo in cui è visibile, di color mattone, la sottile colonna capillare avvolta a spirale attorno al sostegno metallico, e sul fondo, la ventola del forno. Nella parte superiore sono visibili le estremità della colonna che portano all'iniettore (a sinistra) e al rilevatore (a destra).

Le colonne impaccate sono simili a quelle della tradizionale cromatografia su colonna; sono tubi di teflon, acciaio o vetro borosilicato disattivato di diametro dell'ordine del centimetro e con una lunghezza che può variare dal metro fino ai 10 metri, piegati a spirale o a U e riempiti con la fase stazionaria costituita da un solido di supporto ed un liquido non volatile.
Il solido di supporto è spesso gel di silice, allumina o carbone, che viene impregnato del liquido che costituisce l'effettiva fase stazionaria. La scelta del liquido è in funzione dei composti che si vogliono separare. In genere si usa squalene, olio o grasso di silicone, glicoli polietilenici (Carbowax), oli di vaselina o trietanolammina, ma la scelta è estremamente ampia.
Le colonne capillari sono sottilissimi tubi di silice fusa (fused silica open tubular columns, FSOT) di diametro generalmente non superiore agli 0,53 millimetri e di lunghezza non inferiore ai 10 metri (fino a 150–200 m) avvolte a spirale su un supporto metallico. La fase stazionaria è spalmata in maniera uniforme sulla superficie interna della colonna, dove forma un film di spessore costante che, a seconda della capacità di carico della colonna, varia generalmente tra 0,5 e 2,5 µm.
Esistono diversi tipi di colonne capillari, di cui i più importanti sono:
- WCOT (Wall Coated Open Tubular): dove la fase stazionaria viene adesa alle pareti del capillare;
- SCOT (Support Coated Open Tubular): in cui la fase stazionaria è ancorata ad un supporto;
- PLOT (Porous Layer Open Tubular): in cui la fase stazionaria solida riveste la parete interna del capillare.

Il film è spesso costituito da metil-silossani (siliconi) modificati su cui sono inseriti vari gruppi funzionali, in funzione della classe di composti da analizzare. Le diverse fasi stazionarie si differenziano in primo luogo per la diversa polarità. A questo proposito si deve tener conto che le interazioni tra soluto e fase stazionaria sono maggiori quanto più simile è la loro polarità. Proprio per questo motivo, sostanze che risulteranno avere una polarità simile alla fase stazionaria saranno maggiormente trattenute in colonna (tempi di ritenzione più lunghi). La selettività di una fase stazionaria risiede nelle diverse interazioni che si attuano in presenza dei diversi analiti.
L'uso di colonne aventi una fase stazionaria chirale consente di analizzare miscele di enantiomeri. L'analisi della distribuzione enantiomerica di vari composti permette ad esempio la caratterizzazione dell'essenza di bergamotto in base al processo produttivo e consente di scoprire l'eventuale contraffazione dell'essenza.

### Rivelatori o detector
Ve ne sono di diversi tipi, in funzione del principio fisico utilizzato per rilevare l'uscita delle sostanze dalla colonna e alla specificità. Possono essere distruttivi (FID) o non distruttivi (ECD, TCD). Rivelatori non distruttivi per le molecole analizzate permettono il successivo invio delle stesse ad ulteriori gradi di analisi (ad esempio analisi di massa).
Le tre classi più comuni sono quelle dei rivelatori a conducibilità termica, dei rivelatori a ionizzazione di fiamma (o FID) e dei rivelatori a cattura di elettroni (o ECD).
- Un rivelatore a conducibilità termica (TCD, Thermal Conductivity Detector) è costituito da due filamenti riscaldati elettricamente e mantenuti a temperatura costante. Su uno scorre il gas di trasporto puro, sull'altro scorre il gas in uscita dalla colonna. Quando una sostanza viene eluita, il secondo filamento subirà un raffreddamento o un riscaldamento rispetto al primo per via del calore più o meno facilmente asportato dal gas contenente la sostanza eluita. Tale variazione di temperatura si riflette in una variazione di resistenza, che viene amplificata e rappresenta il segnale del rilevatore.
- In un rivelatore a ionizzazione di fiamma (FID, Flame Ionization Detector) il gas di trasporto in uscita dalla colonna viene mescolato a idrogeno, e ossigeno (o aria). Nella fiamma, quando una sostanza viene eluita, i vapori combusti vengono caricati elettricamente producendo ioni che vengono raccolti sulla superficie del rilevatore producendo una corrente elettrica che, amplificata, rappresenta il segnale del rilevatore. Nonostante il suo essere cieco a tutte le sostanze che non bruciano (ad esempio, l'acqua), il FID è uno dei rilevatori più diffusi perché molto robusto (il suo limite di rivelabilità resta basso anche dopo molte ore di lavoro).
- In un rivelatore a cattura di elettroni (ECD, Electron Capture Detector), un radioisotopo, in genere 63Ni viene utilizzato come sorgente (raggi beta). Composti contenenti atomi elettronegativi, fortemente assorbenti il flusso di elettroni tra la sorgente ed un rivelatore di elettroni, possono venire visualizzati via via che eluiscono dalla colonna gascromatografica. In genere queste molecole sarebbero scarsamente visibili con altri rilevatori: ad esempio molti composti alogenati oltre a non bruciare sono addirittura estinguenti la fiamma, e porrebbero dei problemi ad un FID.
- In un rivelatore a fotoionizzazione (PID, Photo Ionization Detector), fotoni ad alta energia, tipicamente ultravioletti provenienti da una lampada a idrogeno di 10,2 eV o ad argon di 11,7 eV ionizzano positivamente le molecole dei composti eluiti. Tali sorgenti ionizzano le specie che hanno un potenziale di ionizzazione al di sotto dell'energia della lampada. I composti con un potenziale superiore non assorbono l'energia e perciò non vengono rivelati, dopodiché la corrente elettrica prodotta viene raccolta da un paio di elettrodi polarizzati, amplificata e misurata: maggiore è la concentrazione del componente, più ioni vengono prodotti, maggiore è la corrente rivelabile. Il rivelatore è più sensibile nei confronti degli idrocarburi e degli organosolfuri aromatici o verso i composti organofosforici che sono facilmente fotoionizzati. L'intervallo lineare arriva a 6 ordini di grandezza.
- I rivelatori a fiamma fotometrica (FPD, Flame Photometric Detector) e i rivelatori termoionici (TSD, Thermionic Specific Detector) sono dei dispositivi dotati di elevata specificità per elementi quali l'azoto, il fosforo e lo zolfo. Il rivelatore a fiamma fotometrica sfrutta l'emissione di una radiazione di chemiluminescenza prodotta dalla combustione in fiamma di idrogeno di composti contenenti zolfo e fosforo. Il rivelatore termoionico sfrutta una parziale pirolisi attuata sempre tramite bruciatore a fiamma idrogeno/aria ma in questo caso viene misurata la corrente prodotta dai radicali CN e PO, derivanti da composti contenenti azoto e fosforo, che formano ioni CN- e PO- acquisendo elettroni da una sferetta di metallo alcalino (come il rubidio) che costituisce un catodo posto superiormente alla fiamma stessa.[3]

Infine, all'uscita di una colonna cromatografica si può porre direttamente od in serie ad un rilevatore che effettui un'analisi non distruttiva uno spettrometro di massa, per avere indicazioni sulla struttura di ogni singola sostanza eluita.
- I sistemi gas-massa (GC-MS), come premesso, si basano sul fatto che all'uscita di una colonna cromatografica si possa porre direttamente od in serie ad un rilevatore che effettui un'analisi non distruttiva uno spettrometro di massa, per avere indicazioni sulla struttura di ogni singola sostanza eluita. Tale tecnica insieme alla LC-MS costituisce uno dei metodi cromatografici più avanzati e consente l'identificazione e la quantificazione di sostanze organiche in una varietà di matrici. L'implementazione delle tecniche GC e MS richiede un adattamento delle caratteristiche della strumentazione cromatografica e spettrometrica per raggiungere un sufficiente grado di compatibilità. Lo spettrometro di massa consiste di una camera di ionizzazione come sorgente di ioni seguita da un analizzatore di masse (in genere un analizzatore a quadrupolo, o tecnologie derivate) e di un rivelatore di ioni; il tutto tenuto sotto alto vuoto mediante pompe a diffusione supportate da pompe molecolari.

Gli operatori sono attualmente affiancati da un elaboratore o un integratore che calcolano le superfici dei singoli picchi.
È possibile creare standard ad hoc che contengano miscele variabili di sostanze ricercate a concentrazioni prefissate.
Analizzate prima, costituiscono un campione standard a cui riferirsi creando una curva di taratura a standard esterno oppure a standard interno ove al campione viene aggiunta una sostanza di riferimento quantitativo, che non è assolutamente contenuta nel campione.